# Liste der Deutschen Meister im Korbball
Eine deutsche Mannschaftsmeisterschaft im (Feld-)Korbball wurde erstmals 1921 ausgespielt. Nach 60 Meisterschaften in 79 Jahren führte die schwindende Popularität des Feldkorbballs dazu, dass nach der Deutschen Meisterschaft 1999 keine Titelkämpfe mehr veranstaltet wurden. Ein Deutscher Meister im Hallenkorbball wurde erstmals 1969 bestimmt.

## Deutsche Meister im Feldkorbball
Aufgrund der Vernachlässigung des Korbballsports seitens des Deutschen Turner-Bunds wurde unmittelbar nach Austragung der ersten Meisterschaften vorerst kein nationaler Titel mehr ausgespielt. Erst ab 1936 wurden wieder Deutsche Meister bestimmt. In den Jahren 1944 bis 1946 war der Spielbetrieb aufgrund der Auswirkungen des Zweiten Weltkriegs eingestellt. Bis 1971 wurden die Deutschen Meister im Rahmen der Turnspielmeisterschaften ermittelt.
| Jahr                                        | Austragungsort                                               | Sieger Frauen                                                | Sieger Jugend                                                | Sieger Schülerinnen                                          |
| ------------------------------------------- | ------------------------------------------------------------ | ------------------------------------------------------------ | ------------------------------------------------------------ | ------------------------------------------------------------ |
| 1921                                        | Hannover                                                     | Oldenburger Turnerbund                                       | nicht ausgetragen                                            | nicht ausgetragen                                            |
| 1922 – 1935 keine Deutschen Meisterschaften |                                                              |                                                              |                                                              |                                                              |
| 1936                                        | Schweinfurt                                                  | TV Bad Cannstatt                                             | nicht ausgetragen                                            | nicht ausgetragen                                            |
| 1937                                        | Erfurt                                                       | Kein Meister 1                                               | nicht ausgetragen                                            | nicht ausgetragen                                            |
| 1938                                        | Dresden                                                      | Leipziger Frauen-SC                                          | nicht ausgetragen                                            | nicht ausgetragen                                            |
| 1939                                        | keine Deutschen Meisterschaften aufgrund des Kriegsausbruchs | keine Deutschen Meisterschaften aufgrund des Kriegsausbruchs | keine Deutschen Meisterschaften aufgrund des Kriegsausbruchs | keine Deutschen Meisterschaften aufgrund des Kriegsausbruchs |
| 1940                                        | Chemnitz                                                     | Turngemeinde Schweinfurt                                     | nicht ausgetragen                                            | nicht ausgetragen                                            |
| 1941                                        | Ulm                                                          | Eimsbütteler TV                                              | nicht ausgetragen                                            | nicht ausgetragen                                            |
| 1942                                        | Nürnberg                                                     | Leipziger Frauen-SC                                          | nicht ausgetragen                                            | nicht ausgetragen                                            |
| 1943                                        | Augsburg                                                     | Turngemeinde Schweinfurt                                     | nicht ausgetragen                                            | nicht ausgetragen                                            |
| 1944 – 1946 keine Deutschen Meisterschaften |                                                              |                                                              |                                                              |                                                              |
| 1947                                        | Krefeld                                                      | Eimsbütteler TV                                              | nicht ausgetragen                                            | nicht ausgetragen                                            |
| 1948                                        | Frankfurt (F)/Bremen (J)                                     | Turngemeinde Schweinfurt                                     | SV Odin von 1905 Hannover                                    | nicht ausgetragen                                            |
| 1949                                        | Köln/Bremen                                                  | Eimsbütteler TV                                              | SV Odin von 1905 Hannover                                    | nicht ausgetragen                                            |
| 1950                                        | Schweinfurt                                                  | Turn-Klubb zu Hannover                                       | Lübecker Turnerschaft                                        | nicht ausgetragen                                            |
| 1951                                        | Bremen                                                       | Eimsbütteler TV                                              | Lübecker Turnerschaft                                        | nicht ausgetragen                                            |
| 1952                                        | Oberhausen/Bremen                                            | Turn-Klubb zu Hannover                                       | Lübecker Turnerschaft                                        | nicht ausgetragen                                            |
| 1953                                        | Hamburg                                                      | Eimsbütteler TV                                              | Eimsbütteler TV                                              | nicht ausgetragen                                            |
| 1954                                        | Stuttgart                                                    | Turn-Klubb zu Hannover                                       | TVdB Bremen                                                  | nicht ausgetragen                                            |
| 1955                                        | Karlsruhe                                                    | Turn-Klubb zu Hannover                                       | SV Odin von 1905 Hannover                                    | nicht ausgetragen                                            |
| 1956                                        | Delmenhorst                                                  | SV Odin von 1905 Hannover                                    | 1. FC Schweinfurt 05                                         | nicht ausgetragen                                            |
| 1957                                        | Hanau                                                        | 1. FC Schweinfurt 05                                         | Lübecker Turnerschaft                                        | nicht ausgetragen                                            |
| 1958                                        | München                                                      | TVdB Bremen                                                  | Lübecker Turnerschaft                                        | nicht ausgetragen                                            |
| 1959                                        | Bremerhaven                                                  | TVdB Bremen                                                  | Lübecker Turnerschaft                                        | nicht ausgetragen                                            |
| 1960                                        | Tübingen                                                     | Wilhelmshavener SC Frisia                                    | Wilhelmshavener SC Frisia                                    | nicht ausgetragen                                            |
| 1961                                        | Coburg                                                       | Wilhelmshavener SC Frisia                                    | Oldenburger Turnerbund                                       | nicht ausgetragen                                            |
| 1962                                        | Delmenhorst                                                  | 1. FC Schweinfurt 05                                         | Wilhelmshavener SC Frisia                                    | nicht ausgetragen                                            |
| 1963                                        | Essen                                                        | TVdB Bremen                                                  | Lübecker Turnerschaft                                        | nicht ausgetragen                                            |
| 1964                                        | Schweinfurt                                                  | TVdB Bremen                                                  | Wilhelmshavener SC Frisia                                    | nicht ausgetragen                                            |
| 1965                                        | Hanau                                                        | TVdB Bremen                                                  | TVdB Bremen                                                  | nicht ausgetragen                                            |
| 1966                                        | Duisburg-Wedau                                               | Wilhelmshavener SC Frisia                                    | TVdB Bremen                                                  | nicht ausgetragen                                            |
| 1967                                        | Bamberg                                                      | TVdB Bremen                                                  | Wilhelmshavener Turnerbund                                   | nicht ausgetragen                                            |
| 1968                                        | Ludwigshafen                                                 | TVdB Bremen                                                  | Wilhelmshavener Turnerbund                                   | nicht ausgetragen                                            |
| 1969                                        | Bremerhaven                                                  | TVdB Bremen                                                  | TV Gerolzhofen                                               | nicht ausgetragen                                            |
| 1970                                        | Wilhelmshaven                                                | TVdB Bremen                                                  | TV Gerolzhofen                                               | nicht ausgetragen                                            |
| 1971                                        | Schweinfurt                                                  | 1. FC Schweinfurt 05                                         | TVdB Bremen                                                  | nicht ausgetragen                                            |
| 1972                                        | Bad Salzuflen                                                | TVdB Bremen                                                  | TVdB Bremen                                                  | MTV Horst                                                    |
| 1973                                        | Flensburg                                                    | TVdB Bremen                                                  | TVdB Bremen                                                  | 1. FC Schweinfurt 05                                         |
| 1974                                        | Düsseldorf                                                   | Wilhelmshavener TB                                           | Turngemeinde Schweinfurt                                     | TB Stöcken                                                   |
| 1975                                        | Mannheim                                                     | TVdB Bremen                                                  | Turngemeinde Schweinfurt                                     | 1. FC Schweinfurt 05                                         |
| 1976                                        | Hannover (Stöcken)                                           | TVdB Bremen                                                  | 1. FC Schweinfurt 05                                         | TB Stöcken                                                   |
| 1977                                        | Schweinfurt                                                  | TV Gerolzhofen                                               | 1. FC Schweinfurt 05                                         | 1. FC Schweinfurt 05                                         |
| 1978                                        | Bremen                                                       |                                                              |                                                              | TB Stöcken                                                   |
| 1979                                        | Bremen                                                       | TV Gerolzhofen                                               | Turngemeinde Schweinfurt                                     | TV Gerolzhofen                                               |
| 1980                                        | Wilhelmshaven                                                | TV Gerolzhofen                                               | TB Stöcken                                                   | 1. FC Schweinfurt 05                                         |
| 1981                                        | Schweinfurt                                                  | TV Gerolzhofen                                               | 1. FC Schweinfurt 05                                         | TV Gerolzhofen                                               |
| 1982                                        | Lage                                                         | Turngemeinde Schweinfurt                                     | Turngemeinde Schweinfurt                                     | TuS Vahrenwald 08                                            |
| 1983                                        | Stuhr-Brinkum                                                | Turngemeinde Schweinfurt                                     | Turngemeinde Schweinfurt                                     | TVdB Bremen                                                  |
| 1984                                        | Schweinfurt                                                  | Turngemeinde Schweinfurt                                     | TB Stöcken                                                   | TVdB Bremen                                                  |
| 1985                                        | Brake                                                        | Turngemeinde Schweinfurt                                     | TB Stöcken                                                   | Werder Bremen                                                |
| 1986                                        | Schweinfurt                                                  | TuS Sudweyhe                                                 | Turngemeinde Schweinfurt                                     | VfL Niederwerrn                                              |
| 1987                                        | Weyhe (Leeste)                                               | TuS Sudweyhe                                                 | TVdB Bremen                                                  | TuS Sudweyhe                                                 |
| 1988                                        | Schweinfurt                                                  | Turngemeinde Schweinfurt                                     | SG Dittelbrunn                                               | Spvgg Hambach                                                |
| 1989                                        | Garbsen                                                      | TVdB Bremen                                                  | Werder Bremen                                                | Spvgg Hambach                                                |
| 1990                                        | Lemgo                                                        | Turngemeinde Schweinfurt                                     | Werder Bremen                                                | TB Stöcken                                                   |
| 1991                                        | Hambach                                                      | Turngemeinde Schweinfurt                                     | Spvgg Hambach                                                | 1. FC Schweinfurt 05                                         |
| 1992                                        | Bremen                                                       | 1. FC Schweinfurt 05                                         | SG Dittelbrunn                                               | Spvgg Hambach                                                |
| 1993                                        | Geiselwind                                                   | TVdB Bremen                                                  | Spvgg Hambach                                                | TV Gerolzhofen                                               |
| 1994                                        | Hambach                                                      | TSV Grafenrheinfeld                                          | Spvgg Hambach                                                | TSV Bergrheinfeld 1907                                       |
| 1995                                        | Hannover                                                     | Turngemeinde Schweinfurt                                     | VfL Niederwerrn                                              | SG Dittelbrunn                                               |
| 1996                                        | Niederwerrn                                                  | TVdB Bremen                                                  | TV Gerolzhofen                                               | Spvgg Hambach                                                |
| 1997                                        | Gerolzhofen                                                  | Turngemeinde Schweinfurt                                     | TV Gerolzhofen                                               | TSV Bergrheinfeld 1907                                       |
| 1998                                        | Röthlein                                                     | TVdB Bremen                                                  | SV Oberwerrn                                                 | SG Dittelbrunn                                               |
| 1999                                        | Hausen                                                       | Turngemeinde Schweinfurt                                     | TV Kleefeld                                                  | Spvgg Hambach                                                |

## Deutsche Meister im Hallenkorbball

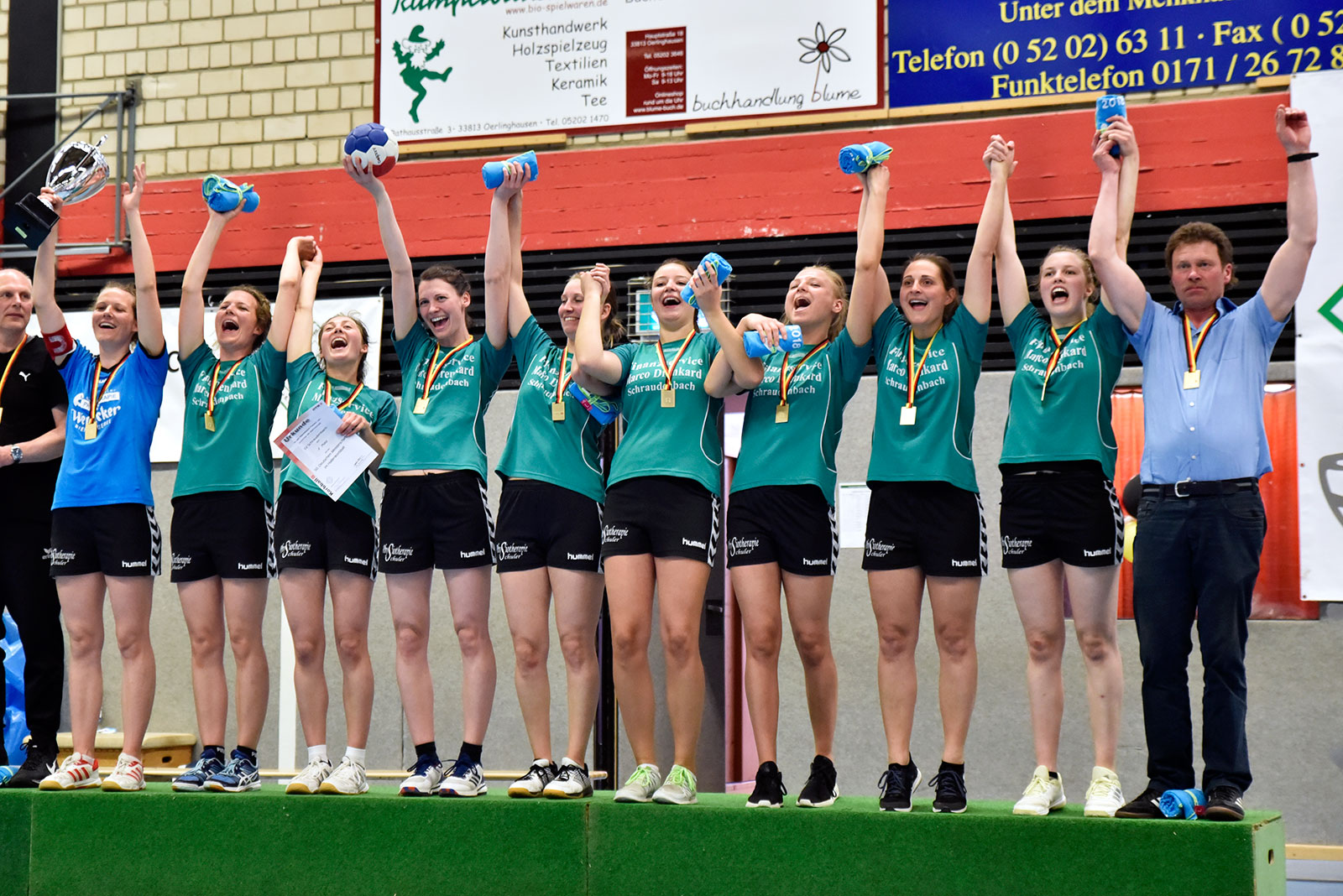
Deutscher Hallenkorbballmeister 2018 SV Schraudenbach

Im Jahre 1939 wurde der Hallenkorbball eingeführt. 48 Jahre nach den ersten Deutschen Feldkorbballmeisterschaften im Rahmen der Turnspielmeisterschaften in Hannover wurden 1969 die ersten Deutschen Hallenkorbballmeisterschaften wiederum in Hannover veranstaltet.
Rekordmeister ist die SG Findorff, die in der Summe mit den Erfolgen des Vorgängervereins TVdB Bremen über alle Altersklassen hinweg 32 Meistertitel feiern konnte (Stand 2025). Zudem ist die SG Findorff mit 18 Meisterschaften der erfolgreichste Verein in der Altersklasse der Frauen, gefolgt von der Turngemeinde Schweinfurt mit zwölf Titeln. Letztere war vor allem in den 90er Jahren die dominierende Mannschaft bei den Frauen: 10 der 14 Meisterschaften von 1989 bis 2002 gewann der Verein.
Auch in der Altersklasse Jugend ist die SG Findorff der erfolgreichste Verein mit neun Titeln, davon fünf als TVdB Bremen. In der Altersklasse Schülerinnen ist mit 12 Meisterschaften der TSV Bergrheinfeld am erfolgreichsten.
| Jahr | Austragungsort                                                 | Sieger Frauen                                                  | Sieger Jugend                                                  | Sieger Schülerinnen                                            |
| ---- | -------------------------------------------------------------- | -------------------------------------------------------------- | -------------------------------------------------------------- | -------------------------------------------------------------- |
| 1969 | Hannover                                                       | Wilhelmshavener SC Frisia                                      | FTSV Jahn Brinkum                                              | nicht ausgetragen                                              |
| 1970 | Schweinfurt                                                    | TvdB Bremen                                                    | FTSV Jahn Brinkum                                              | nicht ausgetragen                                              |
| 1971 | Bremen                                                         | TvdB Bremen                                                    | TV Gerolzhofen                                                 | nicht ausgetragen                                              |
| 1972 | Velbert                                                        | TvdB Bremen                                                    | TvdB Bremen                                                    | nicht ausgetragen                                              |
| 1973 | Krefeld                                                        | TuS 64 Velbert                                                 | TvdB Bremen                                                    | nicht ausgetragen                                              |
| 1974 | Tailfingen                                                     | TV Gerolzhofen                                                 | TvdB Bremen                                                    | TV Feldkirchen                                                 |
| 1975 | Wilhelmshaven                                                  | 1. FC Schweinfurt 05                                           | TvdB Bremen                                                    | TuS Vahrenwald 08                                              |
| 1976 | Bad Salzuflen                                                  | TvdB Bremen                                                    | TuS Garbsen                                                    | TuS Walle Bremen                                               |
| 1977 | Schweinfurt                                                    | Turngemeinde Schweinfurt                                       | TV Feldkirchen                                                 | TB Stöcken                                                     |
| 1978 | Preetz                                                         | TV Gerolzhofen                                                 | Turngemeinde Schweinfurt                                       | 1. FC Schweinfurt 05                                           |
| 1979 | Syke                                                           | TuS Vahrenwald                                                 | Turngemeinde Schweinfurt                                       | TvdB Bremen                                                    |
| 1980 | Duisburg                                                       | TuS Garbsen                                                    | TuS Vahrenwald                                                 | TuS Sudweyhe                                                   |
| 1981 | Hannover (Stöcken)                                             | TvdB Bremen                                                    | TB Stöcken                                                     | TB Stöcken                                                     |
| 1982 | Neuwied                                                        | Turngemeinde Schweinfurt                                       | TuS Sudweyhe                                                   | TB Stöcken                                                     |
| 1983 | Weyhe (Sudweyhe)                                               | TB Stöcken                                                     | Turngemeinde Schweinfurt                                       | VfL Niederwerrn                                                |
| 1984 | Lübeck                                                         | TuS Sudweyhe                                                   | 1. FC Schweinfurt 05                                           | TB Stöcken                                                     |
| 1985 | Duisburg                                                       | TvdB Bremen                                                    | TuS Huchting                                                   | Werder Bremen                                                  |
| 1986 | Preetz                                                         | TuS Sudweyhe                                                   | TvdB Bremen                                                    | FTSV Jahn Brinkum                                              |
| 1987 | Bentorf                                                        | TuS Sudweyhe                                                   | TSV Heiligenrode                                               | TSV Woltmershausen                                             |
| 1988 | Syke (Barrien)                                                 | TuS Sudweyhe                                                   | TSV Heiligenrode                                               | TvdB Bremen                                                    |
| 1989 | Stuhr (Brinkum)                                                | Turngemeinde Schweinfurt                                       | Werder Bremen                                                  | Spvgg Hambach                                                  |
| 1990 | Schweinfurt                                                    | Turngemeinde Schweinfurt                                       | SG Dittelbrunn                                                 | TB Stöcken                                                     |
| 1991 | Leopoldshöhe                                                   | Turngemeinde Schweinfurt                                       | Preetzer TSV                                                   | Spvgg Hambach                                                  |
| 1992 | Kühren                                                         | Turngemeinde Schweinfurt                                       | TSV Heiligenrode                                               | Spvgg Hambach                                                  |
| 1993 | Koblenz (Oberwerth)                                            | Preetzer TSV                                                   | Spvgg Hambach                                                  | Spvgg Hambach                                                  |
| 1994 | Bergrheinfeld                                                  | Turngemeinde Schweinfurt                                       | Spvgg Hambach                                                  | Spvgg Hambach                                                  |
| 1995 | Stuhr (Seckenhausen)                                           | Preetzer TSV                                                   | Preetzer TSV                                                   | TV Stuhr                                                       |
| 1996 | Hannover (Stöcken)                                             | Turngemeinde Schweinfurt                                       | Spvgg Hambach                                                  | Spvgg Hambach                                                  |
| 1997 | Schweinfurt                                                    | Turngemeinde Schweinfurt                                       | Spvgg Hambach                                                  | Spvgg Hambach                                                  |
| 1998 | Lage (Hörste)                                                  | TvdB Bremen                                                    | SuS Stemmen                                                    | TSV Bergrheinfeld                                              |
| 1999 | Preetz                                                         | Turngemeinde Schweinfurt                                       | Preetzer TSV                                                   | TSV Bergrheinfeld                                              |
| 2000 | Weyhe (Sudweyhe)                                               | Turngemeinde Schweinfurt                                       | TuS Sudweyhe                                                   | TSV Bergrheinfeld                                              |
| 2001 | Leopoldshöhe                                                   | TvdB Bremen                                                    | Spvgg Hambach                                                  | TSV Bergrheinfeld                                              |
| 2002 | Dittelbrunn                                                    | Turngemeinde Schweinfurt                                       | TuS Helpup                                                     | TSV Bergrheinfeld                                              |
| 2003 | Bergrheinfeld                                                  | Spvgg Hambach                                                  | TB Stöcken                                                     | TSV Bergrheinfeld                                              |
| 2004 | Bremen                                                         | TvdB Bremen                                                    | SG Dittelbrunn                                                 | TB Stöcken                                                     |
| 2005 | Neuwied                                                        | Spvgg Hambach                                                  | TuS Eisbergen                                                  | SG Findorff                                                    |
| 2006 | Sennfeld                                                       | SG Findorff                                                    | TuS Eisbergen                                                  | TuS Asemissen                                                  |
| 2007 | Bergrheinfeld                                                  | SG Findorff                                                    | TSV Bergrheinfeld                                              | TSV Bergrheinfeld                                              |
| 2008 | Brake (Unterweser)                                             | SG Findorff                                                    | SG Findorff                                                    | FTSV Jahn Brinkum                                              |
| 2009 | Dittelbrunn                                                    | Spvgg Hambach                                                  | SG Findorff                                                    | TSV Bergrheinfeld                                              |
| 2010 | Porta Westfalica                                               | SG Findorff                                                    | SG Findorff                                                    | TSV Heidenfeld                                                 |
| 2011 | Oerlinghausen                                                  | SG Findorff                                                    | TuS Helpup                                                     | TSV Grafenrheinfeld                                            |
| 2012 | Schweinfurt                                                    | TuS Helpup                                                     | TSV Bergrheinfeld                                              | TSV Grafenrheinfeld                                            |
| 2013 | Bergrheinfeld                                                  | SG Findorff                                                    | TSV Bergrheinfeld                                              | TSV Ettleben                                                   |
| 2014 | Dittelbrunn                                                    | TuS Eisbergen                                                  | TSV Bergrheinfeld                                              | TSV Werneck                                                    |
| 2015 | Thedinghausen                                                  | TuS Eisbergen                                                  | SV Schraudenbach                                               | TSV Bergrheinfeld                                              |
| 2016 | Sennfeld                                                       | TuS Helpup                                                     | SV Schraudenbach                                               | TSV Bergrheinfeld                                              |
| 2017 | Dittelbrunn                                                    | TSV Bergrheinfeld                                              | TuS Helpup                                                     | SG Findorff                                                    |
| 2018 | Oerlinghausen                                                  | SV Schraudenbach                                               | FTSV Jahn Brinkum                                              | SG Findorff                                                    |
| 2019 | Porta Westfalica                                               | SV Schraudenbach                                               | SG Findorff                                                    | SV Schraudenbach                                               |
| 2020 | keine Deutschen Meisterschaften aufgrund der COVID-19-Pandemie | keine Deutschen Meisterschaften aufgrund der COVID-19-Pandemie | keine Deutschen Meisterschaften aufgrund der COVID-19-Pandemie | keine Deutschen Meisterschaften aufgrund der COVID-19-Pandemie |
| 2021 | keine Deutschen Meisterschaften aufgrund der COVID-19-Pandemie | keine Deutschen Meisterschaften aufgrund der COVID-19-Pandemie | keine Deutschen Meisterschaften aufgrund der COVID-19-Pandemie | keine Deutschen Meisterschaften aufgrund der COVID-19-Pandemie |
| 2022 | Waigolshausen                                                  | SG Findorff                                                    | TuS Helpup                                                     | TSV Bergrheinfeld                                              |
| 2023 | Bergrheinfeld                                                  | TuS Helpup                                                     | SG Großenmeer/Oldenbrock                                       | TSV Bergrheinfeld                                              |
| 2024 | Weyhe (Leeste)                                                 | SG Findorff                                                    | TuS Sudweyhe                                                   | TuS Helpup                                                     |
| 2025 | Kalletal (Hohenhausen)                                         | SG Findorff                                                    | SG TSV Nordheim / SV DJK Sommerach                             | TuS Helpup                                                     |